# بوبكر تراوري
بوبكر تراوري (بالفرنسية: Boubacar Traoré)‏ هو موسيقي مالي، ولد في 1942 في كايس في مالي.

## وصلات خارجية
- بوبكر تراوري على موقع IMDb (الإنجليزية)
- بوبكر تراوري على موقع ميوزك برينز (الإنجليزية)
- بوبكر تراوري على موقع أول ميوزيك (الإنجليزية)
- بوبكر تراوري على موقع ديسكوغز (الإنجليزية)
- بوبكر تراوري على موقع قاعدة بيانات الفيلم (الإنجليزية)